# Grand Bruit
Grand Bruit était une petite communauté côtière située sur la côte sud-ouest de l'île de Terre-Neuve dans la province de Terre-Neuve-et-Labrador au Canada. 

## Géographie
La localité de Grand Bruit est située à l'ouest de baie des Cinq Cerfs et à l'est de la baie La Poile. 

## Histoire
Le village a été fermé en 2010, en raison de l'exode de la population vers le milieu urbain. Ce n'est plus aujourd'hui qu'un lieu de résidences secondaires estivales.
En 2009, la population était composée de 31 personnes âgées. La dernière école de la ville avait fermé ses portes le 22 juin 2007. En septembre 2009, 26 résidents sur 31 avaient voté leur intention de déménager et de recevoir 100.000 $ du gouvernement de Terre-Neuve-et-Labrador. Les résidents ont eu la possibilité de demander des permis gouvernementaux pour retourner dans leurs maisons de façon saisonnière pour en faire des chalets d'été. 
En juillet 2010, les derniers résidents de Grand Bruit ont accepté l'offre du gouvernement provincial de 80.000 $ par ménage (90.000 $ offerts aux ménages de deux personnes ou plus) et de déménager. 
Longtemps accessible par ferry, son seul débouché vers le monde extérieur, il n'y avait pas de voitures à Grand Bruit. En 2010, le service de ferry a cessé.
Le village, né dans les années 1800, était uniquement accessible par bateau à partir de Rose Blanche-Harbour le Cou.

## Annexe